# Радио Maximum
Радио MAXIMUM (наименование СМИ — МАКСИМУМ Радио (MAXIMUM Radio)) — первая российско-американская радиостанция, которая была основана при непосредственном участии компаний Harris Corporation, Westwood One, StoryFirst Communications, а также редакцией газеты «Московские новости».

## История
В Москве вещание радио «Maximum» началось 25 декабря 1991 года на частоте 103,7 МГц, а в 1993 году — на частоте 102,8 МГц в Санкт-Петербурге. Студия станции изначально располагалась в здании редакции газеты «Московские новости» на Пушкинской площади на 5-м этаже. Согласно официальному сайту, вещание «Maximum» в тестовом режиме началось с песни «All You Need Is Love» группы «Битлз». В год своего основания радио стало одним из главных источников знакомства российских слушателей с прогрессивной поп- и рок-культурой на FM-волнах.
В 1992 году в эфире радиостанции появилась служба новостей. 3 января 1992 года начинается вещание в Перми на частоте 846 кГц; а также 66,80 и 103,2 МГц. В числе первых ведущих и корреспондентов станции были Александр Абрахимов, Юлия Бордовских, Георгий Цихисели, Виталий Старых, Михаил Решетов, Алексей Пивоваров, Андрей Малахов, Андрей Норкин и Татьяна Бочарова, затем пришли Маргарита Митрофанова, Ольга Максимова, Константин Михайлов, Юрий Пашков, Павел Кирилoff и др.
В 1994 году радио «Maximum» переходит на круглосуточное вещание. В том же году на радиостанции происходят кадровые перемены: вместо Алика Каспарова новым программным директором становится Михаил Козырев, по инициативе которого в эфире зазвучали русскоязычная и танцевальная музыка, что привлекло к «Maximum» новую аудиторию. Под его управлением в 1995 году на радио «Maximum» стартовал отсчёт двадцати самых популярных, по мнению слушателей, песен. В течение чуть более 20 лет бессменным ведущим «Хит-парада Двух Столиц» являлся Александр Нуждин, с чьим голосом многие до сих пор ассоциируют радио «Maximum». В конце 1995 года открылось первое в России утреннее шоу «Взлетная полоса», ведущими которого стали Оля Максимова и Костя Михайлов. Их рубрика «Жаворонки на проводе» (первые в России телефонные розыгрыши (пранки) слушателей) имела большой успех, а самих ведущих стали называть «утренними жаворонками». В том же году радио решило провести собственный рок-фестиваль «Максидром». По итогам года фестиваль «Максидром» 1995 года был назван лучшим музыкальным событием и удостоен национальной премии «Овация». В 1996 году организован танцевальный фестиваль «MAXIDANCE».
О своей работе на радиостанции Козырев впоследствии вспоминал следующим образом:

В первые же месяцы работы я предложил следующее: если «Европа Плюс» — массово-популярное универсальное поп-радио, то давайте просто не конкурировать с ними на этом поле. Мы будем модным столичным радио. Создадим вокруг себя такую ауру, что слушать нас — правильно, стильно, это как будто быть «на шаг впереди». Мы придумали несколько слоганов, типа «Радио двух столиц», «Радио Максимум. Хит за хитом», и стали программировать эфир, опережая «Европу Плюс». Поставили на фундаментальные величины, такие как Depeche Mode, Pet Shop Boys, Red Hot Chilli Peppers, Smashing Pumpkins и Nirvana. И параллельно вскрыли пласт русской рок-музыки, которая вообще не была востребована на радио, её нигде не играли — «Чайф», ДДТ, «Кино», «Алиса», «Аквариум» и «Наутилус Помпилиус».

В середине 1998 года Михаил Козырев уходит с поста программного директора «Maximum» в связи с концептуальными и идеологическими расхождениями с руководителями станции (в частности, её тогдашним гендиректором Русланом Терекбаевым), по другой версии — из-за прекращения роста её рейтинговых показателей. Козырев хотел сохранить созданный вокруг «Maximum» флёр специальной, «доступной только для тех, кто врубается», станции, на что не было готово пойти его непосредственное начальство.
В начале 2000-х годов радиостанция фактически утратила свой столичный статус и продолжила активно расширять региональную сеть вещания. Одновременно с этим оно отказалось от ротации у себя композиций традиционного русского рока, поскольку трансляция этой музыки, по мнению топ-менеджмента, противоречила пристрастиям целевой аудитории, молодых людей 16-24 лет. Негативные последствия для «Maximum» вызвало и создание примерно в это же время Борисом Березовским и ушедшим с «Maximum» Козыревым «Нашего радио», которое почти сразу же перетянуло к себе всех почитателей русского рока. В 2002 году с «Maximum» уходит ведущая дневного эфира Татьяна Бочарова, а с февраля 2002 года, в рамках конкурентного противостояния с тогдашними оппонентами, на станции было запущено утреннее шоу Геннадия Бачинского и Сергея Стиллавина «Два в одном», завоевавшее огромную популярность среди российских слушателей.
В 2003 году новый слоган радиостанции гласил: «Максимум новой рок-музыки». За политику в отношении зарубежных композиций многие слушатели в те годы часто обвиняли станцию в излишней мягкости, непризнании ею всего нового, что появляется в современной музыке, и общей застойности эксплуатируемого формата. Последним обстоятельством снова воспользовался Михаил Козырев, создав радио Ultra, станцию с ещё более радикальным по меркам российского радиоэфира музыкальным наполнением.
В 2004 г. была окончательно куплена Русской медиагруппой, на этот момент занимала 16-е место в рейтинге московских радиостанций.
С 2004 года радио «Maximum» входит в медиахолдинг «Русская медиагруппа». Холдинг завладел станцией постепенно: сначала он выкупил 50 % акций у издательского дома «Московские новости» (в те годы издававшего одноимённую газету, а также журнал «Спорт-клуб» и ещё несколько периодических СМИ), а через год и оставшиеся 50 % у Story First Communications, владельца канала СТС, который сосредоточился на телевизионном бизнесе.
В июне 2007 года станцию покидают радиоведущие Геннадий Бачинский и Сергей Стиллавин. Вместе с ними уходит и программный директор Антон Марущак, на место которого возвращается Алексей Глазатов (уже работавший в этой должности в 2001—2005 годах), который, помимо «Maximum», фактически руководит эфиром и всеми другими радиостанциями, входящими в холдинг «Русская медиагруппа». Новыми ведущими утреннего шоу вместо ушедших на радио «Маяк» Бачинского и Стиллавина стали сначала резиденты Comedy Club «сёстры Зайцевы», но безуспешно. Затем, когда станция решила поменять формат на «тяжёлый рок», ими стали Александр Кремов и Андрей Хрусталёв. Музыкальный плейлист станции при этом сместился в сторону более тяжёлой и альтернативной музыки.
Алексей Глазатов объяснял перемены в формате станции следующим образом:

В качестве основы мы для себя выбрали 15 артистов. Их присутствие обеспечивает нам реализацию единой концепции звучания и позиционирует нас совершенно определённым образом. Это такие группы, как Depeche Mode, Linkin Park и т. д. В США, Британии и других странах альтернативный стиль музыки процветает и находится на пике популярности. В этом заключается основная тенденция — альтернативная рок-индустрия очень востребована. Но мы ни в коем случае не отказываемся от своей миссии играть хорошую рок-музыку на русском языке. Наше сотрудничество с такими артистами, как «Мумий Тролль», «Би-2», Дельфин, Земфира, будет продолжаться.

В результате реформ из музыкального эфира также были убраны многие «попсовые» музыканты и коллективы ввиду принципиальной позиции руководства станции и их несочетаемости с новым форматом.
Музыкальный эфир после смены части руководства радиостанции в мае-июне 2010 года значительно изменился, став более мягким: рок-музыки стало значительно меньше, снова добавились поп-хиты: де-факто формат вобрал в себя музыку в духе старого «Maximum», «Европы плюс» и «Нашего Радио». В эфире станции тех лет существовали специальные музыкальные программы, посвящённые тому или иному музыкальному стилю: например, «FM Cafe» Александра Нуждина, «Эксклюзивный час» с Дмитрием Тельновым, проект «Биология» с музыкантами из «Би-2». С августа 2013 года ежедневно с 23:00 до 00:00 в эфире звучит новый проект «Maximum Sideline».
1 апреля 2016 года ведущими Утреннего шоу становятся Макс Пешков и Евгений Рыбов. В мае к команде Радио Maximum присоединяется Адам Джеймс. Вместе с Константином Михайловым они ведут первое трансатлантическое шоу в эфире радиостанции. В мае 2016 года станцию покидает Александр Нуждин, который по личной инициативе переходит на станцию Rock FM.
В сентябре 2016 года запустилось новое утреннее шоу «Чак и Шаляпин» — ведущими становятся VJ Чак и актёр Александр Шаляпин.

## Премии и награды
Радио «Maximum» стало обладателем множества премий и наград:
- «Овация» (1996),
- «Знак качества» как «Лучшая радиостанция» (1996, 1997, 1998 и 1999),
- Национальная премия им. Попова (1998, 1999 и 2000).

В 1999 году премию Попова как «Лучшая ведущая» получила Рита Митрофанова, а также премию «Знак качества» как «Лучшая радиоведущая года». Александр Нуждин является обладателем национальной премии в области радиовещания «Радиомания» 2003 и 2005 годов. Лучшей музыкальной программой 2003 года признан его авторский проект «FM-cafe», а в 2005 году премию в этой же номинации получила его программа «Проверено Электроникой».

## Спутниковое вещание
С 5 сентября 2011 года ведётся спутниковое вещание на спутнике «Eutelsat W7» в радиопакете «Триколор ТВ».
FTA на спутнике ABS-2 75Е DVB-S 11045 H SR 44922 FEC 5/6

## Руководство станции
Программные директора:
- Алик Каспаров (1991—1994)
- Михаил Козырев (1994—1998)
- Михаил Эйдельман (1998—2001)[38][39]
- Алексей Глазатов (2001—2005, 2007—2009)[40][41]
- Сергей Стиллавин (2005—2006)[42]
- Антон Марущак (2006—2007)
- Иван Абрамов (Суворов) (2009—2010)[43]
- Олег Хлебников (2010—2017)[44][45]
- Андрей Андреев (с 2017)

## Фестиваль «Максидром»
С 1995 года радио «Maximum» раз в год проводит собственный рок-фестиваль «Максидром».
В 1996, 2009, 2010, 2014 и 2015 годах фестиваль не проводился, но вернулся в 2016 году — в год 25-летия станции.

## В культуре
В телесериале «Тайный знак» действует ведущая «Maximum» по прозвищу «Скрипка» (и показана студия радиостанции в провинциальном городке, причем в студии указаны символика радиостанции, а также ее частота), которая согласилась стать «наживкой» для маньяка.